# 沈瓚 (成化進士)
沈瓚（1454年—？），字君錫，順天府大興縣民匠籍浙江寧波府慈谿縣人，明朝政治人物。

## 生平
順天府鄉試第七名舉人。成化二十三年（1487年）中式丁未科會試第二百八十六名，三甲第十四名進士。

## 家族
曾祖沈仲華；祖父沈名立；父沈尹志，母陳氏。慈侍下。